# Partmaximum
Partmaximum (în limba rusă: партмаксимум) era limita maximă a salariului unui activist al Partidului Comunist al Uniunii Sovietice. Partmaximumul a fost introdus în 1920 prin decretul VȚIK (ВЦИК) pentru toți activiștii cu funcții de conducere în partid, industrie, guvern și sindicatele sovietice. Nivelul acestor salariii era gândit astfel să nu depășească salariul unui muncitor cu înaltă calificare. Dacă activistul avea și alte surse de venit, (onorarii, redevențe, etc) el trebuia să cedeze finanțelor partidului o anumită parte din ce depășea partmaximum. 
Sistemul "partmaximum" a fost abandonat printr-o rezoluție secretă a Politburo de pe 8 februarie 1932, deși fusese ignorat de facto cu ceva timp mai înainte. Această acțiune de anulare a marcat nașterea clasei nomenclaturiștilor, apparatcikii de frunte, a căror salarii nu mai erau dependente de nivelurile veniturilor muncitorilor.